# Парадокс кішки з маслом

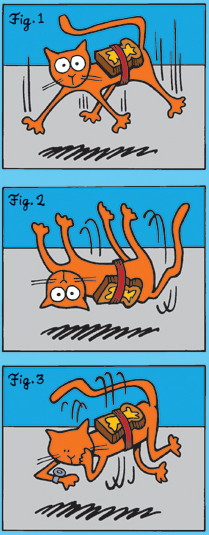

Парадо́кс кі́шки з ма́слом — псевдопарадокс, що базується на двох народних мудростях:
- кішки завжди приземляються на лапи;
- бутерброд завжди падає маслом вниз.

Протиріччя виникає, якщо уявити кішку, до спини якої прикріплено бутерброд (маслом догори), що падає на підлогу.
Парадокс був ілюстрований художником Джоном Фрейзі з Кінгстона, штат Нью-Йорк, переміг у конкурсі журналу Omni про парадокси в 1993 році. Передумова такого парадоксу та питання про те, як він розв'яжеться, були представлені коміком і жонглером Майклом Девісом у програмі The Tonight Show з Джонні Карсоном 22 липня 1988 року.

## Уявний експеримент
Дехто несерйозно стверджує, що результатом експерименту стане антигравітація. За їхніми словами, падіння кішки на землю сповільниться з наближенням до землі, а вона почне обертатися, намагаючись приземлитися на лапи, але водночас і на масло бутерброда. Урешті-решт вона повинна сягнути стабільного стану, висячи недалеко від поверхні землі та обертаючись з великою швидкістю. Це своєю чергою було б можливим лише за відсутності повітря, інакше, за законом збереження енергії, опір повітря обертанню повинен був би вичерпати гравітаційну енергію падіння. Також існує думка, що кішка злиже масло з бутерброда та приземлиться на лапи, однак вона безпідставна, тому що кішка не може дістати язиком до середини своєї спини.

### Спростування
Хибність парадокса випливає з вихідних даних, адже немає доказів того, що бутерброд та кішка завжди (у 100% разів) падають маслом униз або відповідно на лапи. Крім того, навіть якщо бутерброд завжди падає маслом униз, то це стосується лише бутерброда на який діє лише сила гравітації та опір повітря, але не діють інші сили (як-от кішка).

## У культурі
Псевдопарадокс захопив уяву науково зорієнтованих гумористів. 
Перевірка теорії є головною темою епізоду коміксу Jack B. Quick. Головний герой намагається перевірити цю теорію, створивши такі умови, що кіт ширяє над землею, а котячий хвіст, виляючи, забезпечує рух. 
31 березня 2005 року, стрічка веб-коміксу Bunny також досліджувала ідею парадокса під виглядом плану для «генератора енергії Perpetual Motion MoggieToast 5k», заснованого на законі Сода.
Бразильський бренд енергетичних напоїв Flying Horse випустив у 2012 році рекламний ролик, пізніше відзначений нагородою. Там умови парадоксу використовують як джерело невичерпної енергії.